# El Partidor
El Partidor es una pedanía de Abanilla, en la Región de Murcia, España. Se sitúa entre los pueblos de Ricabacica y El Tolle; atravesada por la A-9 y a orillas del río Chícamo. Su población es de 136 habitantes